# Liste der Bischöfe von Maguelone und von Montpellier
Die folgenden Personen waren zunächst Bischöfe des Bistums Maguelone, ab 1536 des Bistums Montpellier und sind ab 2002 Erzbischöfe des Erzbistums Montpellier (Frankreich):

## Bischöfe von Maguelone
- Boèce (Boecio) 589
- Geniès (Genesio) 597–633?
- Gumild 672 oder 673
- Vincent 683
- Johann I. 791
- Ricuin I. 812–817
- Argemire 818 oder 819
- Stabellus 821–823
- Maldomer 867
- Abbo 875–897
- Gontier 906–909
- Pons 937–947
- Ricuin II. 975
- Peter I. de Melgueil 988–1030 oder 1004–1019
- Arnaud I. 1030–1060
- Bertrand I. 1060 oder 1061–1079 oder 1080
- Godefroi (Geoffroi) 1080–1104
- Gautier de Lille (Walter von Lille)1104–1129
- Raimond I. 1129–1158
- Jean de Montlaur 1158–1190
- Guillaume de Raimond 1190–1195
- Guillaume de Fleix 1195–1202
- Guillaume D’Autignac (Antignac) 1203 oder 1204–1216
- Bernard de Mèze 1216–1230 oder 1232
- Jean de Montlaur II 1232–1247
- Reinier Saccoin 1247–1249
- Pierre de Conques 1248–1256
- Guillaume Christophe 1256–1263
- Bérenger de Frédol 1263–1296
- Gaucelin de La Garde 1296–1304 oder 1305
- Pierre de Lévis de Mirepoix 1305 oder 1306–1309 (Haus Lévis)
- Jean Raimond de Comminges 1309–1317 (Haus Comminges)
- Gaillard Saumate 1317–1318
- André de Frédol 1318–1328
- Jean de Vissec 1328–1334
- Pectin de Montesquiou 1334–1339
- Arnaud de Verdale 1339–1352
- Aldouin Alberti 1352–1353 (Aubert (Familie))
- Durand de Chapelles 1353–1361
- Pierre de Canillac 1361
- Dieudonné de Canillac 1361–1367
- Gaucelin de Déaux (Dreux) 1367–1373
- Pierre de Vernols 1373–1389
- Antoine de Lovier 1389–1405
- Pierre Adhémar 1405 oder 1408–1415
- Bienheureux Louis Allemand 1418–1423
- Guillaume Forestier 1423–1429
- Léger Saporis D’Eyragues 1429–1430
- Bertrand Robert 1431–1433
- Robert de Rouvres 1433–1453
- Maur de Valleville 1453–1471
- Jean Bonald 1471 oder 1472–1487
- Guillaume Le Roy de Chavigny 1487–1488
- Izarn Barrière 1487 oder 1488–1498
- Guillaume Pellicier I. 1498–1527 oder 1529,
- Guillaume Pellicier II. 1527 oder 1529–1568
- 1536 wird der Bischofssitz von Maguelone nach Montpellier verlegt

## Bischöfe von Montpellier
- Guillaume Pellicier II. 1527 oder 1529–1568
- Antoine de Subjet de Cardot 1573–1596
- Guitard de Ratte 1596–1602
- Jean Garnier 1603–1607
- Pierre Fenolliet (Fenouillet) 1607–1652
- Rinaldo Kardinal d’Este 1653–1655
- François Bosquet 1655–1676
- Charles de Pradel 1676–1696
- Charles-Joachim Colbert de Croissy 1696–1714 (Haus Colbert)
- Georges-Lazare Berger de Charency 1738–1748
- François Renaud de Villeneuve 1748–1766
- Raymond de Durfort Léobard 1766–1774 (dann Erzbischof von Besançon)
- Joseph-François de Malide 1774–1790
  - Dominique Pouderous 1791–?
  - Alexandre Victor Rouanet
- Jean-Louis-Simon Rollet 1802–1806
- Nicolas Marie Fournier de La Contamine 1806–1834
- Charles-Thomas Thibault 1835–1861
- François-Marie-Joseph Lecourtier 1861–1873; (dann emeritierter Bischof von Montpellier und Titularerzbischof von Sebastea)
- Anatole Kardinal de Cabrières 1873–1921
- René-Pierre Mignen 1922–1931 (dann Erzbischof von Rennes)
- Gabriel Brunhes 1932–1949
- Jean Duperray 1949–1957
- Cyprien-Louis-Pierre-Clément Tourel 1958–1976
- Louis-Antoine-Marie Boffet 1976–1996
- Jean-Pierre Bernard Ricard 1996–2001 (dann Erzbischof von Bordeaux)
- Guy Thomazeau 2002

## Erzbischöfe von Montpellier
- Guy Thomazeau 2002–2011
- Pierre-Marie Carré, 2011–2022
- Norbert Turini, seit 2022